# Valiato de Siria
El valiato de Siria (en turco otomano, ولايت سوريه, Vilâyet-i Suriye), también conocido como valiato de Damasco, era un valiato (provincia) del Imperio Otomano.
A principios del siglo XX, al parecer, el valiato tenía un área de 62 180 km², mientras que los resultados preliminares del primer censo otomano de 1885 (publicado en 1908) dio a la población en 1 000 000.

## Historia

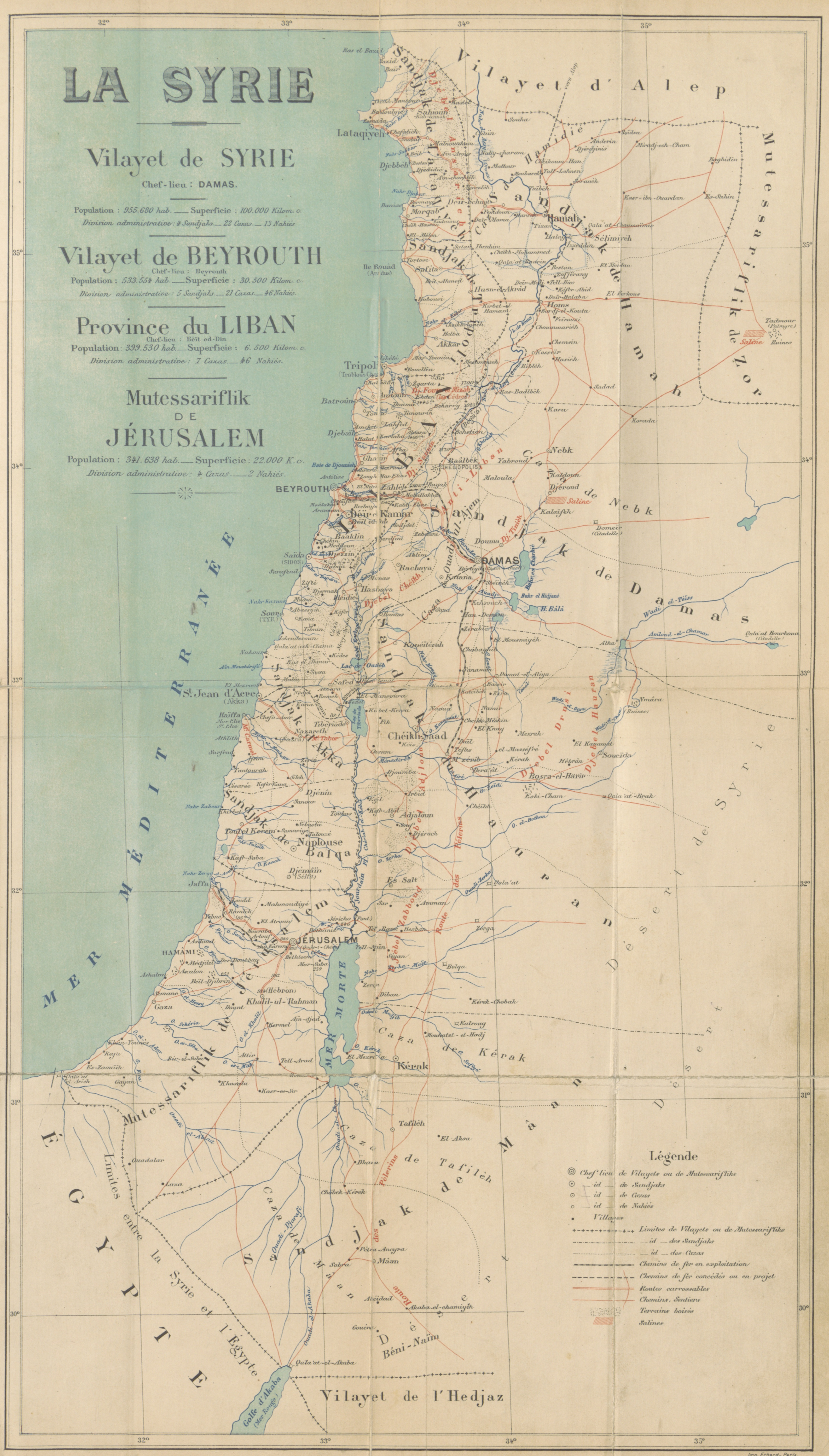
Mapa de Siria de 1896 de Vital Cuinet, que muestra al valiato de Siria dividida en los sanjacados de Damasco, Hama, Hauran y Karak.

En 1864, como parte de las reformas Tanzimat, se promulgó una ley que dividió la administración imperial en valiatos. La nueva ley provincial se implementó en Damasco en 1865, y la provincia recibió el nombre de Suriyya/Suriye, siendo estos los nombres anteriores de Siria, lo que refleja la creciente conciencia histórica entre los intelectuales locales. Jerusalén fue separada del resto de la provincia y se convirtió en el autónomo sancajado de Jerusalén que dependía directamente de Estambul, en lugar de a Damasco. El Monte Líbano se había convertido de manera similar en un mutasarrifato autónomo en 1864.
En 1872, se creó una nueva región administrativa, con su centro en Ma'an, pero los costos de la nueva unidad administrativa superaron con creces los ingresos, y se volvió atrás al año siguiente. En 1884, el gobernador de Damasco hizo una propuesta para establecer un nuevo valiato en el sur de Siria, aunque no se llegó a ninguna decisión al respecto.
En 1888, se formó el valiato de Beirut a partir del valiato de Siria. En mayo de 1892, se hizo otra propuesta para un gobierno regional con sede en Ma'an, que fue aprobada en agosto. A mediados de 1895, el centro de este mutasarrifato se trasladó a Karak, siendo conocido como mutasarrifato de Karak, marcando la extensión más meridional del dominio otomano en el valiato de Siria.
A partir de 1897, el valiato de Siria se dividió en cuatro sanjacados: Damasco, Hama, Hauran y Karak. La capital del valiato era Damasco.